# Fredrik T Olsson
Fredrik T Olsson, född 1 november 1969 i Göteborg, är en svensk manusförfattare, regissör, ståupp-komiker och skådespelare.
Bokstaven T är egentligen inte förkortning för ett andra förnamn utan togs för att skilja skådespelaren Fredrik Olsson från skådespelaren Fredrik Ohlsson, när de båda medverkade i samma uppsättning av Tjorven på Saltkråkan 1995.